# Tour de Berna feminino
O Tour de Berna feminino (em alemão: Berner Rundfahrt) é uma corrida ciclista feminina de um único dia que se disputa anualmente no cantão de Berna na Suíça.
A primeira edição correu-se em 1979 como amador, ainda que esta não se começou a disputar com regularidade quando começou a ser profissional em 1996 primeiro em categoria 1.9.2 (posteriormente renomeada por 1.1) e desde em 2006 pontuável para a Copa do Mundo.
Ao igual que a sua homónima masculina era conhecida anteriormente como Tour do Noroeste da Suíça (em alemão: Nordwestschweizer Rundfahrt ) e manteve esse nome até 1995.

## Palmarés
| Ano                              | Vencedor               | Segundo                | Terceiro              |
| -------------------------------- | ---------------------- | ---------------------- | --------------------- |
| 1979                             | Jolanda Kalt           | Rosmarie Kurz          | Anita Loosli          |
| 1980                             | Rosmarie Schatzmann    |                        |                       |
| 1981-1982 edições não realizadas |                        |                        |                       |
| 1983                             | Stefania Carmine       |                        |                       |
| 1984                             | Evelyne Müller         | Manuela Wohlgemuth     | Hilde Dobiasch        |
| 1985                             | Sandra Schumacher      |                        | Manuela Wohlgemuth    |
| 1986                             | Evelyne Müller         |                        |                       |
| 1987                             | Edith Schönenberger    | Barbara Ganz           | Brigitte Gyr-Gschwend |
| 1988                             | Barbara Ganz           | Edith Schönenberger    | Brigitte Gyr-Gschwend |
| 1989                             | Barbara Ganz           | Edith Schönenberger    | Evelyne Müller        |
| 1990                             | Evelyne Müller         | Luzia Zberg            | Edith Schönenberger   |
| 1991                             | Luzia Zberg            |                        |                       |
| 1992                             | Luzia Zberg            | Karina Skibby          | Barbara Heeb          |
| 1993                             | Katrin Ranger          | Evelyne Müller         | Sandra Schumacher     |
| 1994                             | Nataliya Kyshchuk      | Luzia Zberg            | Alexandra Bähler      |
| 1995                             | Luzia Zberg            | Barbara Heeb           | Marcia Eicher         |
| 1996                             | Karin Möbes            | Barbara Heeb           | Diana Rast            |
| 1997                             | Diana Rast             | Yvonne Schnorf         | Natalia Iouganiouk    |
| 1998                             | Chantal Daucourt       | Barbara Heeb           | Nicole Brändli        |
| 1999                             | Marion Brauen          | Diana Rast             | Barbara Del Vai       |
| 2000                             | Noemi Cantele          | Nicole Brändli         | Bettina Schöke        |
| 2001                             | Vera Hohlfeld          | Diana Žiliūtė          | Nicole Brändli        |
| 2002                             | Priska Doppmann        | Jenny Bengtsson        | Miho Oki              |
| 2003                             | Olivia Gollan          | Nicole Brändli         | Swetlana Bubnenkowa   |
| 2004                             | Fabiana Luperini       | Lyne Bessette          | Karin Thürig          |
| 2005                             | Edita Pučinskaitė      | Monica Holler          | Oenone Wood           |
| 2006                             | Zulfiya Zabirova       | Oenone Wood            | Olga Sljussarewa      |
| 2007                             | Edita Pučinskaitė      | Marianne Vos           | Oenone Wood           |
| 2008                             | Susanne Ljungskog      | Judith Arndt           | Mirjam Melchers       |
| 2009                             | Kristin Armstrong      | Marianne Vos           | Trixi Worrack         |
| 2010                             | Sharon Laws            | Polona Batagelj        | Carla Ryan            |
| 2011                             | Pascale Schnider       | Jessica Schneeberger   | Jennifer Hohl         |
| 2012                             | Emma Pooley            | Doris Schweizer        | Jessica Schneeberger  |
| 2013                             | Nicole Hanselmann      | Doris Schweizer        | Mirjam Gysling        |
| 2014                             | Elke Gebhardt          | Vera Koedooder         | Jacqueline Hahn       |
| 2015                             | Doris Schweizer        | Ashleigh Moolman Pasio | Lotta Lepistö         |
| 2016                             | Ashleigh Moolman Pasio | Lotta Lepistö          | Clara Koppenburg      |
| 2017                             | Stephanie Gaumnitz     | Jessica Allen          | Sarah Roy             |
| 2019                             | Elise Chabbey          | Cecilie Uttrup Ludwig  | Jutta Stienen         |
| 2022                             | Annabel Fisher         | Lea Fuchs              | Lara Krähemann        |
| 2023                             | Lea Fuchs              | Anabel Yapura          | Aline Seitz           |

## Palmarés por países
| País           | Vitórias |
| -------------- | -------- |
| Suíça          | 19       |
| Alemanha       | 6        |
| Itália         | 2        |
| Lituânia       | 2        |
| Reino Unido    | 2        |
| Ucrânia        | 1        |
| Austrália      | 1        |
| Cazaquistão    | 1        |
| Suécia         | 1        |
| Estados Unidos | 1        |
| África do Sul  | 1        |